# Nepenthes rafflesiana
Nepenthes rafflesiana J. (depois de Stamford Raffles, fundador de Singapura) é uma espécie de planta carnívora. Muito distribuída, cobre o Bornéu, Sumatra, Malásia Peninsular e Singapura. É extremamente variável (só perdendo para a Nepenthes mirabilis) com numerosas formas e variedades descritas. Somente no Bornéu, há quatro variedades distintas pelo menos. A forma mais impressionante, conhecido como N. rafflesiana f. gigantea, produz lançadores enormes que rivalizam com os da Nepenthes rajah H. em tamanho.